# Ordre de la Nation (parti politique)
Ordre de la nation (en tchèque : Řád národa, SKP ŘN) anciennement LIDEM – Libéraux démocrates (en tchèque : LIDEM - liberální demokraté) est un parti politique de République tchèque fondé en 2012 par des dissidents du parti Affaires publiques (VV). Initialement de centre droit et libéral, le parti a évolué vers des positions conservatrices et pro-européennes. 
Il est dirigé par Michaela Rojtová.

## Historique
Au mois d'avril 2012, Karolína Peake, vice-présidente du gouvernement tchèque de centre-droit, annonce son départ du parti Affaires publiques (VV), plus petit parti de la coalition au pouvoir, mis en cause dans des scandales de corruption. Accompagnée par Pavel Dobeš, ministre des Transports, Kamil Jankovský, ministre du Développement régional, et six députés, portant le total de parlementaires dissidents à huit, elle forme un comité préparatoire en vue de créer un nouveau parti, membre du cabinet de coalition du libéral Petr Nečas.
Le 3 mai 2012, le comité approuve la création et le nom du parti, tandis que Charles Peake, époux de Karolína, achète le nom de domaine sur Internet. LIDEM est officiellement enregistré le 29 mai et dévoile son logo, réalisé par un étudiant, Jakuba Figury, le 22 juin. 
Immédiatement après sa création, le parti est intégré à la coalition de centre-droit au pouvoir. Toutefois, à la suite de son renvoi du ministère de la Défense le 20 décembre 2012, Karolína Peake annonce le passage du parti dans l'opposition à compter du 10 janvier 2013 mais renonce rapidement à ce projet.
En mars 2014, LIDEM est renommé VIZE2014 avant de prendre le nom d'Ordre de la Nation en juin 2015.

## Idéologie
Le parti est historiquement une formation libérale. Il défend la réduction de la fiscalité, la réforme des services publics en vue de réduire le poids bureaucratique de l'administration, la protection des libertés fondamentales, accompagnées de la responsabilité correspondante. S'il soutient la solidarité envers les plus âgés et les plus pauvres, le parti prône une participation des patients aux frais de santé. La formation appelle, en outre, à un investissement important dans l'éducation, la recherche, les infrastructures, au soutien au monde agricole et à la diversification énergétique.
Par ailleurs, il appelle à une lutte forte et efficace contre la corruption, à la transparence de l'État et au respect de la souveraineté tchèque dans le cadre de l'Union européenne.
Toutefois, depuis 2015 et le changement de nom du parti, l'orientation politique tend à se réorienter vers le conservatisme et le nationalisme. Ordre de la Nation promeut dès lors le patriotisme, le respect de la légalité et le respect des traditions historiques.